# Hatuša
Hatuša (hetitsko Ḫaattuša, turško Hattuşaş), v bronasti dobi prestolnica Hetitskega cesarstva. Mesto so odkrili v veliki okljuki reke Kızılırmak (hetitsko Marashantiya, grško Άλυς [Halis]) pri vasi Boğazkale, Turčija. Mesto je bilo pomemben religiozni center, saj so arheologi so našli veliko ostankov templjev, en celoten del mesta je bil namenjen verskemu dogajanju, ritualom. Doslej so uspeli odkopati pet templjev.

## Zgodovina

### Zgodnja zgodovina
Prvo naselje z imenom Hatuš so na ozemlju Hatuše očitno že pred letom 2000 pr. n. št. zgradili domorodni Hati. Stalo je na visokem grebenu Büyükkale. Sledovi najstarejšega naselja so iz 6. tisočletja pr. n. št.. V 19. in 18. stoletju pr. n. št. so trgovci iz Ašurja v Asiriji v Hatuši zgradili trgovsko postajo, ki je bila kot posebna četrt ločena od ostalega dela mesta. Glavno asirsko trgovsko središče je bilo v Kanešu (Neši), sedanjem Kültepeju. Ker je trgovanje zahtevalo zapisovanje podatkov, so Asirci v Hatušo prinesli tudi klinopisno pisavo.
Pooglenele arheološke plasti, ki so jih odkrili med izkopavanji, dokazujejo, da je bila Hatuša okoli leta 1700 pr. n. št. požgana. Za požig je bil očitno odgovoren kušarski  kralj Anita, ki je po požigu postavil naslednji grozilni napis:
"Kdorkoli za menoj bo postal kralj novih naseljencev Hatuše, naj ga udari bog Gromovnik".

### Prestolnica Hetitskega cesarstva
Nekaj desetletij kasneje je mesto za svojo rezidenco in prestolnico izbral hetitsko govoreč kralj in hetitski jezik je postopoma izpodrinil hatskega. Hatska Hatuš je postala hetitska Hatuša, kralj Labarna II. pa se je preimenoval v Hatušilija I.. Postal je prvi v nizu 27 hetitskih kraljev s poznanimi imeni.
Ko so na sever kraljestva vdrli Kaski in dvakrat napadli Hatušo, so hetitski kralji prestavili svojo prestolnico: Tudhalija II. (vladal okoli 1430 pr. n. št.) jo je prestavil proti vzhodu v ponovno osvojeno  Šapinuvo (sedanji Ortaköy) v osrednji Anatoliji, Muvatali II. pa na jug v Tarhuntaso. Za guvernerja Hatuše je imenoval Hatušilija III.. Muršili III. je prestolnico vrnil v Hatušo, iz katere so potem kralji vladali do propada Hetitskega kraljestva v 12. stoletju pr. n. št..
Mesto je bilo sestavljeno iz notranjega in zunanjega mesta in je na višku svoje moči merilo 1,8 km². Kralj Šupiluliumo I. (vladal okoli 1344–1322 pr. n. št.) je oba dela obzidal z mogočnim obzidjem, katerega potek je še viden. Notranje mesto, v katerem so bili citadela, velike upravne zgradbe in templji, je merilo približno 0,8 km². Kraljeva rezidenca (ali akropola) je bila zgrajena na visokem grebenu, ki se sedaj imenuje Büyükkale (Velika trdnjava).
Zunanje mesto je stalo južno od notranjega in je merilo okoli 1 km². Imelo je dovršena mestna vrata, okrašena z reliefi vojščakov, levov in sfing. V mestu so bili štirje templji, obdanimi s stebrišči, posvetnimi zgradbami in bivališči. Izven obzidja so bila pokopališča, na katerih so bili večinoma žarni pokopi. Sodobni poznavalci ocenjujejo, da je imelo mesto od 40.000 do 50.000 prebivalcev. V zgodnjem obdobju je tretjina prebivalcev živela v notranjem mestu. Hiše so bile zgrajene iz lesa in nežgane opeke, ki jo je vreme izpralo, tako da so od mesta ostale samo kamnite stene templjev in palač.
Mesto in hetitska država sta bila uničena okoli leta 1200 pr. n. št. kot del propada bronaste dobe. Mesto je bilo zapuščeno do leta 800 pr. n. št., ko so se v regiji začela pojavljati frigijska naselja.

## Odkritje
Prva poskusna arheološka izkopavajna pri vasi Boğazköy je opravil slavni francoski arheolog in antropolog Ernest Chantre leta 1893-1894. Od leta 1906 Hatušo raziskuje Nemška orientalska družba (Deutsche Orient-Gesellschaft). Raziskave sta prekinili samo prva svetovna vojna in velika gospodarska kriza (1913-1931) in druga svetovna vojna (1940-1951). Najdišče trenutno raziskuje strokovnjaki Nemškega arheološkega inštituta (Deutsches Archäologisches Institut). Prva izkopavanja leta 1906, 1907 in 1911-1913 sta vodila Hugo Winckler in Theodore Makridi. Raziskave po letu 1931 je vodil Kurt Bittel (1931), za njim pa Peter Neve.
Doslej so uspeli odkopati pet templjev. Največji med njimi je bil posvečen bogu vremena Tešubu. Svetišče je 160 metrov dolgo in 135 metrov široko (štirioglata stavba z notranjim dvoriščem in okrog vrsto skladiščnih prostorov). Monumentalen je utrdbeni sistem, ki ga je sestavljalo kar 6 km dolgo obzidje z utrdbenimi stolpi višine do 6 metrov. Najmogočnejši je v zgodnjem delu mesta pri vratih Yer Kapi, kjer je sestavljen iz umetnega nasipa iz kamnov, na katerem je dvojno
obzidje. Piramidalno delujočo struktur je skrivnostna, saj njena funkcija ni povsem jasna. Ali ne gre zares za obrambno strukturo glede na vrata spodaj, ki vodijo v mesto po predoru ali pa je bil pomen simboličen, ritualni vhod v mesto. Zgoraj so še ena vrata - Vrata s sfingama. Najbolj slavna pa so Levja vrata (ok. 1600 pr. n. št.), verjetno ostanek nekdanje procesijske ceste. Takšna vrata so ena od značilnosti hetitske gradnje mest in jih srečamo tudi drugod.
Med najpomembejše najdbe spada kraljevi arhiv, pisan s klinopisom na glinaste ploščice. V arhivu je bila uradna državna korespondenca, državne pogodbe, zakoniki, opisi obrednih ceremonij,  prerokbe preročišč in leposlovje antičnega Bližnjega vzhoda. Posebno pomembna je ploščica, ki je sedaj razstavljena v Arheološkem muzeju v Carigradu,  na kateri so zapisane podrobnosti mirovne pogodbe med hetitskim kraljem Muvatalijem II. in egipčanskim faraonom Ramzesom II., ki sta jo podpisala po bitki pri Kadešu leta 1259 ali 1258 pr. n. št.. Kopija tablice je kot primer najstarejše mednarodne mirovne pogodbe razstavljena v palači Združenih narodov v New Yorku.
Hetiti so poleg klinopisa uporabljali tudi svojo pisavo, ki jo je leta 1913 razvozlal češki znanstvenik in jezikoslovec Bedřich Hrozný.
30.000 glinastih ploščic iz Hatuše tvori glavni korpus hetitske literature, čeprav so hetitske arhive odkrili tudi v drugih hetitskih središčih v Anatoliji, na primer v Tabigi (sedanji Maşat Höyük) in Sapinuvi (sedanji Ortaköy). Slednje so razdeljene med muzeja v Ankari in Istanbulu.

### Sfingi
Ob južnih mestnih vratih so arheologi odkrili par sfing in jih leta 1917 odpeljali na restavriranje v Nemčijo. Bolje ohranjeno sfingo so leta 1924 vrnili v Istanbul in jo razstavili v tamkajšnjem arheološkem muzeju. Druga sfinga je ostala v Nemčiji in je bila od leta 1934 razstavljena v Pergamonskem muzeju v Berlinu, četudi je turška vlada pred tem večkrat zahtevala njeno vrnitev. Ker se to ni zgodilo, je Turško ministrstvo za kulturo leta 2011 zagrozilo nemškim arheologom, da jim bo prepovedalo raziskave ne turškem ozemlju, kar je Nemčijo končno prisililo v njeno vrnitev. Obe sfingi sta zdaj prenešeni v Boğazköyski muzej pred razvalinami Hatuše.

## Vira
- P. Neve (1992), Hattuša - Stadt der Götter und Tempel: neue Ausgrabungen in der Hauptstadt der Hethiter, 2. dopolnjena izdaja, Mainz am Rhein, P. von Zabern. ISBN 3-8053-1478-7.
- W. Dörfler in drugi, Untersuchungen zur Kulturgeschichte und Agrarökonomie im Einzugsbereich hethitischer Städte, MDOG Berlin 132, 2000, str. 367-381, ISSN 0342-118X.